# Phyllagathis tentaculifera
Phyllagathis tentaculifera är en tvåhjärtbladig växtart som beskrevs av Carlo Hansen. Phyllagathis tentaculifera ingår i släktet Phyllagathis och familjen Melastomataceae. Inga underarter finns listade i Catalogue of Life.